# Silke Gorißen

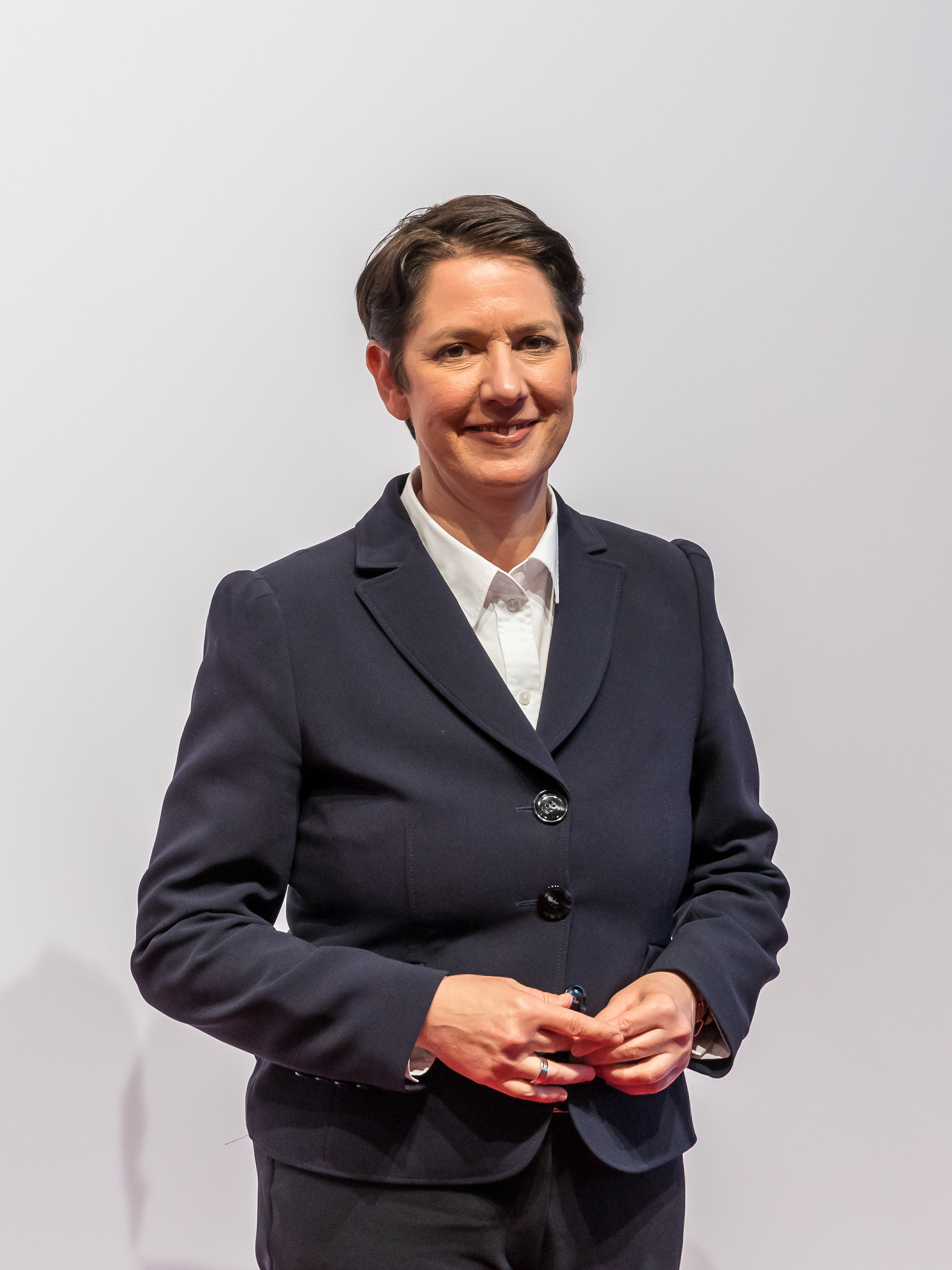
Silke Gorißen (2023)

Silke Gorißen (* 15. Dezember 1971 in Kleve) ist eine deutsche Politikerin (CDU). Sie ist seit 2022 Ministerin für Landwirtschaft und Verbraucherschutz des Landes Nordrhein-Westfalen und war davor von 2020 bis 2022 Landrätin des Kreises Kleve.

## Ausbildung und Beruf
Gorißen besuchte von 1978 bis 1982 die Christus-König-Grundschule Kleve und von 1982 bis 1991 das Freiherr-vom-Stein-Gymnasium Kleve, wo sie das Abitur erlangte. Anschließend studierte sie von 1991 bis 1996 Rechtswissenschaften an der Rheinischen Friedrich-Wilhelms-Universität Bonn und legte das 1. juristische Staatsexamen beim Oberlandesgericht Köln ab. Es folgte von 1996 bis 1999 das Referendariat im Landgerichtsbezirk Kleve und die Ablegung des 2. juristischen Staatsexamens beim Landesjustizprüfungsamt in Nordrhein-Westfalen.
Sie war von 1999 bis Oktober 2020 als selbstständige Rechtsanwältin tätig. 

## Politik
Sie trat schon während ihrer Schulzeit der Jungen Union bei und gehörte ihr von 1990 bis 2006 an. Sie war von 1991 bis 1996 Mitglied des Rings Christlich-Demokratischer Studenten und trat 1998 in die CDU ein. Dort war sie von 2003 bis 2013 Mitglied des Landesvorstandes des Evangelischen Arbeitskreises NRW und von 2005 bis 2013 Mitglied des Bundesvorstandes des EAK der CDU/CSU. Sie war zudem von 2006 bis 2013 Kreisvorsitzende der Frauen-Union des Kreisverbandes Kleve und von 2009 bis 2013 Mitglied des Landesvorstandes der Frauen-Union NRW sowie von 2009 bis 2018 Mitglied des Bezirksvorstandes der CDU-Niederrhein.
Dem Kreistag Kleve gehörte sie von 2009 bis 2014 als Mitglied an. Im Jahr 2009 wurde ihr die Funktion der stellvertretenden Aufsichtsratsvorsitzenden der Bedburg-Hau Entwicklungsgesellschaft GmbH übertragen. Im selben Jahr wurde sie zur Partei- und Fraktionsvorsitzenden der CDU-Bedburg-Hau und 2017 zur stellvertretenden Kreisvorsitzenden des CDU-Kreisverbandes Kleve gewählt.
Silke Gorißen wurde bei der Kommunalwahl am 13. September 2020 für eine fünfjährige Amtszeit zur ersten Landrätin des Kreises Kleve gewählt. Die Stichwahl fand am 27. September 2020 statt. Am 1. November 2020 trat sie als Nachfolgerin von Wolfgang Spreen das Amt der Landrätin an. Das Amt endete mit dem Wechsel in die Landesregierung.
Am 29. Juni 2022 berief NRW-Ministerpräsident Hendrik Wüst (CDU) Gorißen als Ministerin für Landwirtschaft und Verbraucherschutz in sein Kabinett. Am gleichen Tag wurde sie im Landtag vereidigt.

## Persönliches
Gorißen ist evangelisch, mit dem Richter Winfried van der Grinten verheiratet, hat einen Sohn und lebt in Bedburg-Hau.